# Жидівське
Жидівське (пол. Żydowskie) — колишнє лемківське село у Ясельському повіті Підкарпатського воєводства Республіки Польща. Входить до гміни Кремпна.

## Історія села
Вперше згадується в 1541 р., коли село було продане родом Войшиків гербу Повала Стадницьким. Надалі власниками почергово були Дембінські, Левицькі. 
За податковим реєстром 1581 р. село було власністю за волоським правом Стадницьких гербу Шренява у Бецькому повіті; село належало до парохії Мисцова, в селі були 1 селянський двір і 1 господарство солтиса.
В 1771 р. в селі мешкало 310 греко-католиків і 7 юдеїв, а в 1880 р. — 438 греко-католиків і 12 юдеїв.
В 1828 р. збудована церква Вознесіння Господнього (до 1860 р. належала до парарфії в Розстайному, опісля — до Тихані), а в 1859 р. — перша школа.
Через село проходив шлях зі Змигорода до Бардейова. В 1849 р. цим шляхом пройшли російські війська для придушення угорського повстання.
В 1915 р. під час Першої світової війни все село згоріло. Після війни населення зменшилося на чверть (з понад 500 до 380). Ті, що залишились, своїм мозолем відбудували село. Крім того, в 1922 . збудовано нову церкву Вознесіння Г. Н. І Христа.
Тилявська схизма призвела до переходу до Польської православної церкви понад третини жителів, які збудували православну церкву — уже третю на селі. 
До 1945 р. в селі була греко-католицька церква парохії Тиханя Дуклянського деканату. Тилявська схизма не торкнулася села. Метричні книги провадились від 1850 р.
До 1945 року було переважно лемківське населення: з 420 жителів села — 405 українців, 5 поляків і 10 євреїв.
Проте село було знову знищене під час ДСВ. Під час Карпатсько-Дуклінської операції 12 вересня 1944 р. до села увірвався корпус радянської кавалерії із завданням прориву на Словаччину. Однак німці оточили його і тільки через два тижні його рештки добралися до інших частин Червоної Армії в околицях Тиляви. На початку жовтня німецька польова жандармерія здійснила виселення з прифронтової зони. Кільканадцять старших осіб, котрі не хотіли залишати власні хати, були розстріляні прямо в них. Німці залишили село в січні 1945 р. Повернувшись у село, жителі побачили усе спаленим і зруйнованим, крім двох старих хиж і похиленої церкви. Тому попробували перебути зиму в довколишніх селах — Святковій, Котані, Свіржовій, Крампній. А там на них уже чекали радянські агітатори, які нахвалювали переселення до СРСР. Оскільки ніби не мали, що втрачати, погодились на переселення. Через станцію Ясло в товарних вагонах покинули рідний край. Прибули на станцію Гусарівка Донецької залізниці, звідки їх ще чекало кількаденне перевезення возами за 5 км в село Некременне. Там після проходження фронту залишилося на одну хату менше, ніж у їх рідному селі,— тобто, одна хатина. Господарювання на негостинній землі мусіли розпочати в землянках… а стільки їм обіцяли!
З тих, що залишились, чергові родини виїхали на схід в 1946 р. На щастя, подорож була коротшою і прибули в Тернопільську область. Наступні вивезення сягали околиць Львова і Станіслава. 
Кілька останніх родин (27 осіб) у 1947 році між 25 і 31 травня в результаті операції «Вісла» було депортовано на понімецькі землі Польщі.
У 1950-х роках землі обробляв Польський сільськогосподарський кооператив. У 1970-х роках у рільничому господарстві працювали в'язні.
Зараз село є безлюдним, хоча стоять страшні будівлі колишнього держгоспу.

## Пам'ятки
- 2 подвір'я колишньої церкви.
- Колишній цвинтар.
- Придорожні каплички і хрести.
- Спостережна станція Магурського національного парку.